# Jackson, California
Jackson (cunoscut anterior sub numele de Botilleas, Botilleas Spring, Bottileas, Bottle Spring, and Botellas) este un oraș și sediul comitatului Amador, statul  California,  Statele Unite ale Americii. Populația localității fusese de 4.651 de locuitori la data de 1 aprilie 2010, în creștere de la 3.989 rezidenți consemnați la recensământul anterior, Census 2000. Orașul este accesibil pe două drumuri statale ale Californiei, State Route 49 și State Route 88.

## Geografie

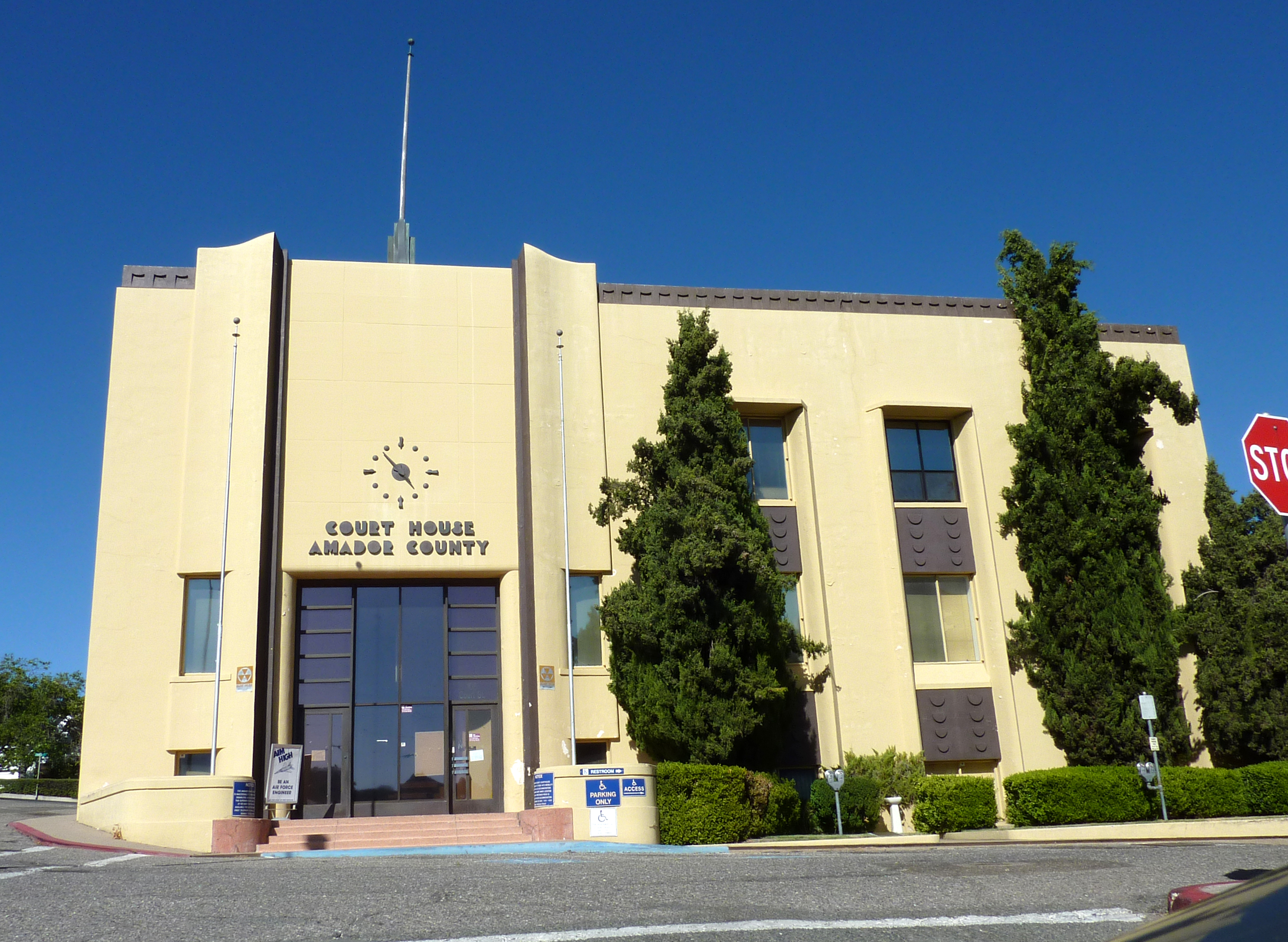
Curtea de Justiție a comitatului Amador (construită în 1864) și Hall of Records (1893), ambele înfrumusețate exterior în maniera Art Deco.

Conform datelor furnizate de United States Census Bureau, localitatea are o suprafață totală de 9.7 km² (sau 3.7 square miles), în întregime uscat.  Pârâul Jackson Creek traversează orașul. Soluri aluvionare se găsesc pe tot cuprinsul orașului.

## Locuri importante

### Galerie National Register of Historic Places
Jackson are mai multe clădiri care se găsesc pe lista National Register of Historic Places; câteva sunt prezentate mai jos.

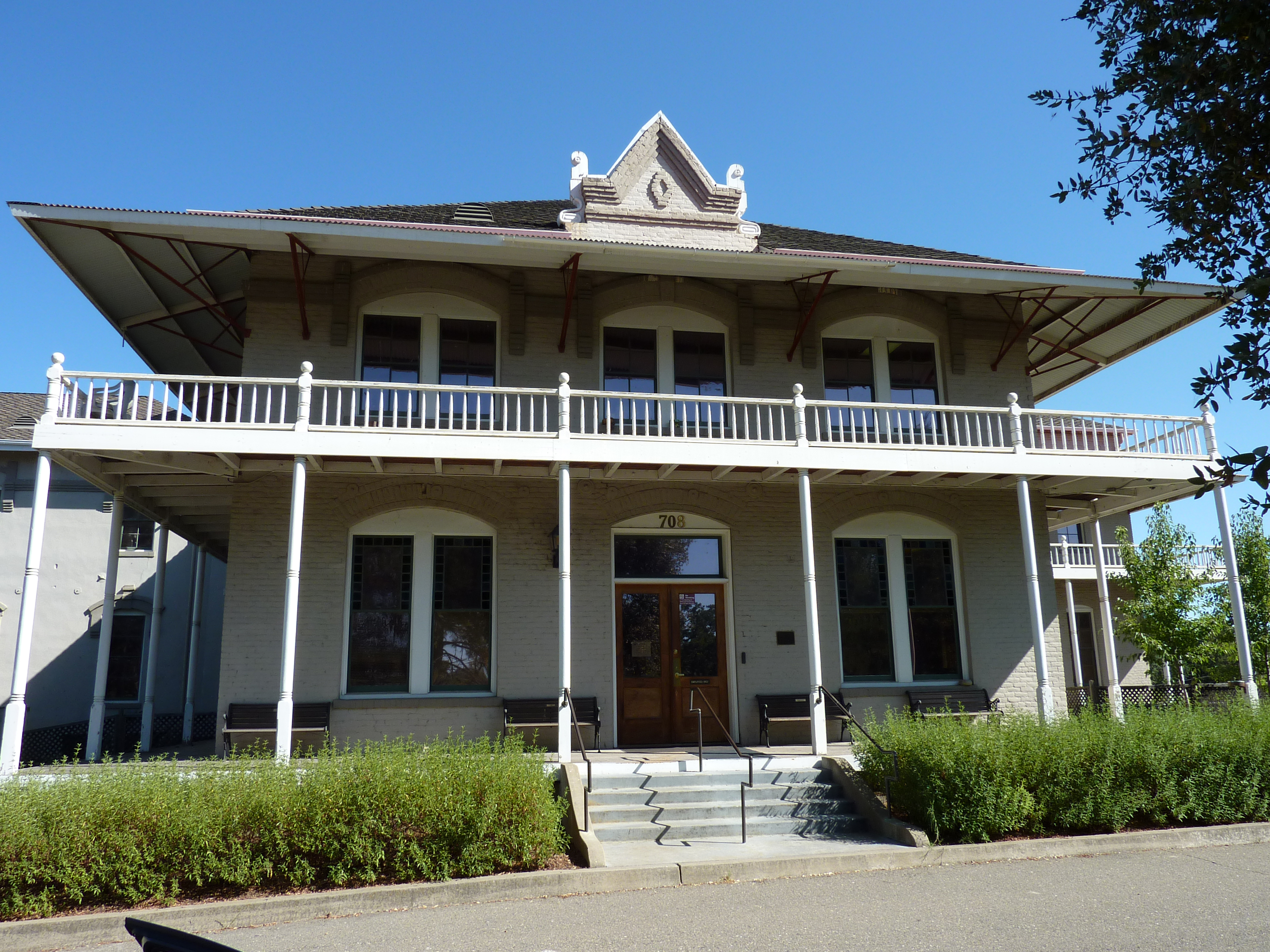
Amador County Hospital Building
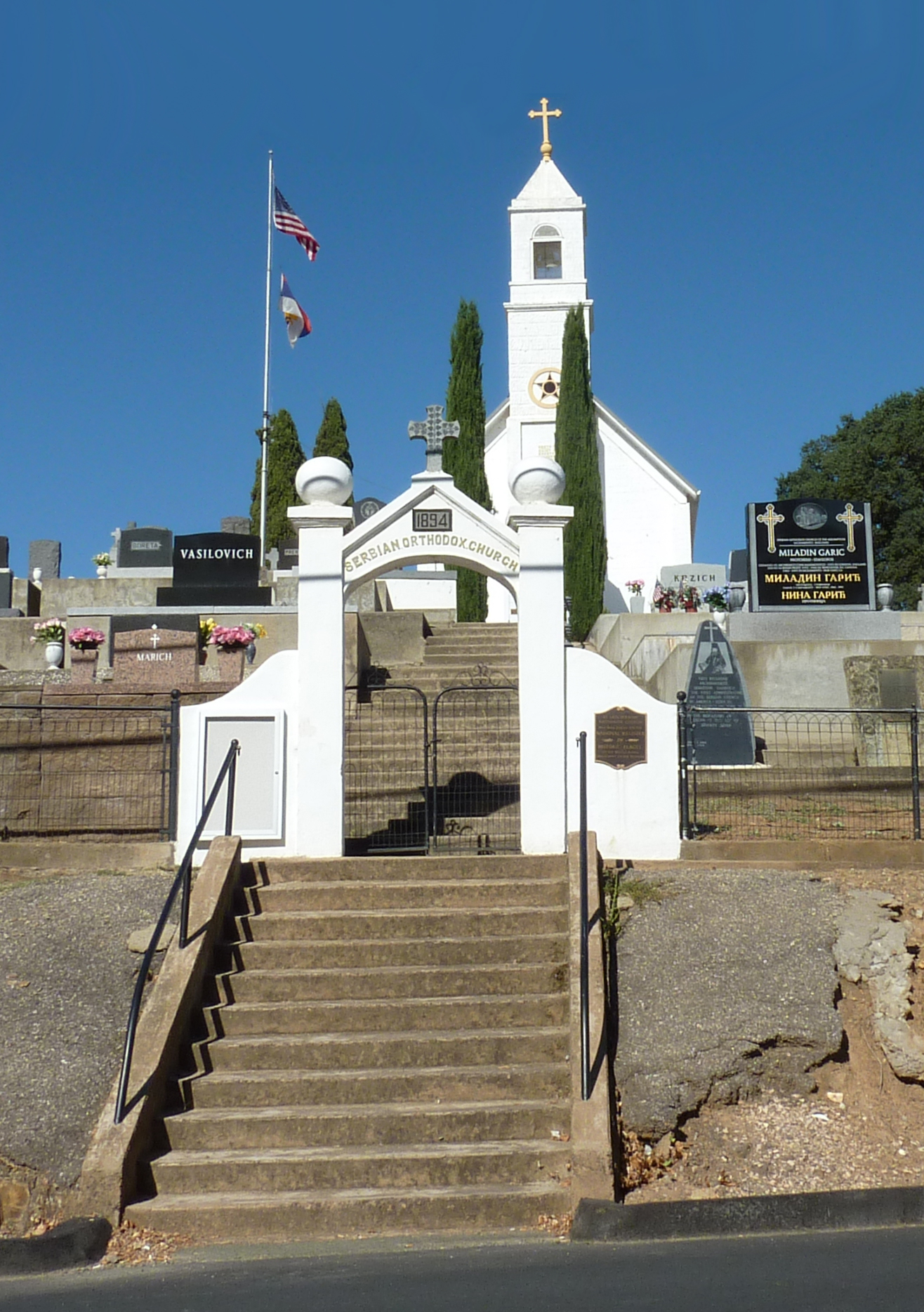
Saint Sava Serbian Orthodox Church
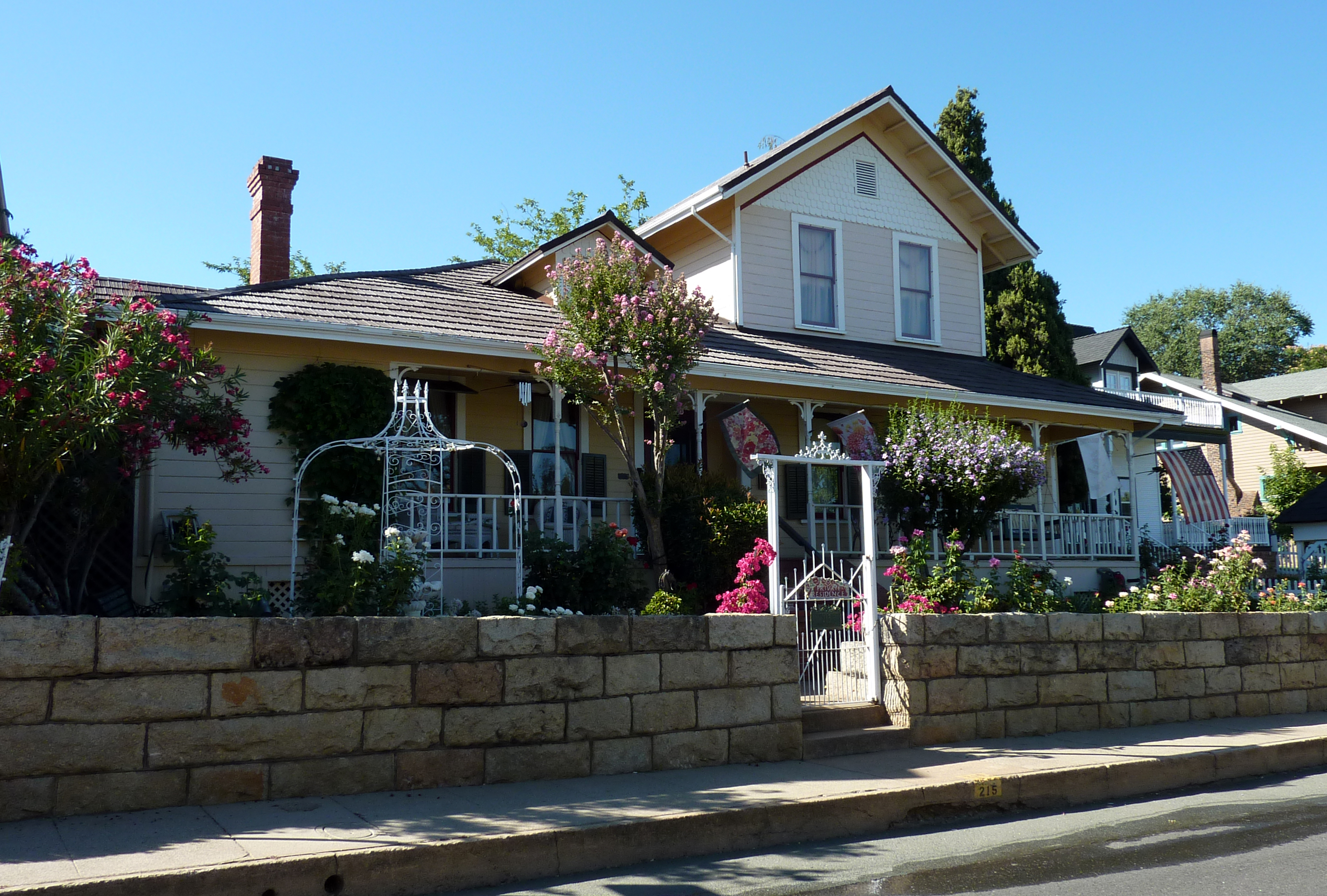
Grace Blair DePue House and Indian Museum